# O Aperreio do Cabra Que o Excomungado Tratou com Má-querença e o Santíssimo Não Deu Guarida
O Aperreio do Cabra Que o Excomungado Tratou com Má-querença e o Santíssimo Não Deu Guarida foi o enredo apresentado pela Imperatriz Leopoldinense no desfile das escolas de samba do Rio de Janeiro do carnaval de 2023. O samba-enredo homônimo foi composto por Me Leva, Gabriel Coelho, Miguel da Imperatriz, Luiz Brinquinho, Antonio Crescente, Paulo Aranha e Renne Barbosa. Com o desfile, a escola conquistou o seu nono título de campeã do carnaval carioca, quebrando o jejum de 22 anos sem conquistas. O título anterior da escola foi conquistado no carnaval de 2001.
O enredo da Imperatriz foi inspirado em cordéis de autores nordestinos que narram histórias fantásticas sobre a chegada do cangaceiro Lampião ao céu e ao inferno, mesclando fatos históricos e uma pesquisa iconográfica baseada na estética regional com o conteúdo delirante dos libretos populares. Segundo a história fictícia contada pelo enredo, após morrer, Lampião tentou entrar no inferno, sendo expulso pelo Diabo. O cangaceiro também pediu abrigo no céu, mas não foi aceito pelos santos que lá habitam. Impedido de entrar no céu e no inferno, Virgulino encontrou seu lugar definitivo no imaginário popular do universo das coisas ligadas ao Nordeste do Brasil, inspirando a arte de Luiz Gonzaga, Mestre Vitalino e outros poetas nordestinos. O enredo da escola foi baseado nos cordéis "A Chegada de Lampião no Inferno" e "O Grande Debate que Teve Lampião com São Pedro" de José Pachêco; "A Chegada de Lampião no Céu" de Guaipuan Vieira; "A Chegada de Lampião no Céu" de Rodolfo Coelho Cavalcante; e "Lampião e Padre Cícero num Debate Inteligente" de Moreira de Acopiara. O enredo foi assinado pelo carnavalesco Leandro Vieira, que conquistou seu terceiro título na elite do carnaval carioca.
A Imperatriz foi a quarta escola a se apresentar na segunda noite do Grupo Especial de 2023, na madrugada da terça-feira de carnaval, dia 21 de fevereiro de 2023. O desfile foi amplamente elogiado pela crítica especializada, recebendo adjetivos como "impecável", "exuberante" e "primoroso". A escola foi apontada como uma das favoritas ao título de campeã. Pelo seu desfile, a agremiação recebeu diversas premiações, com destaque para o enredo e a bateria, vencedores de diversos prêmios. A escola também foi eleita a melhor do ano pelo S@mba-Net, Gato de Prata e Super Rádio Tupi. A Imperatriz foi campeã com um décimo de vantagem sobre a vice-campeã, Viradouro. A escola teve oito notas abaixo da máxima, sendo que seis delas foram descartadas seguindo o regulamento do concurso. Com isso, a escola perdeu apenas dois décimos na avaliação oficial.

## Antecedentes

### Retrospecto

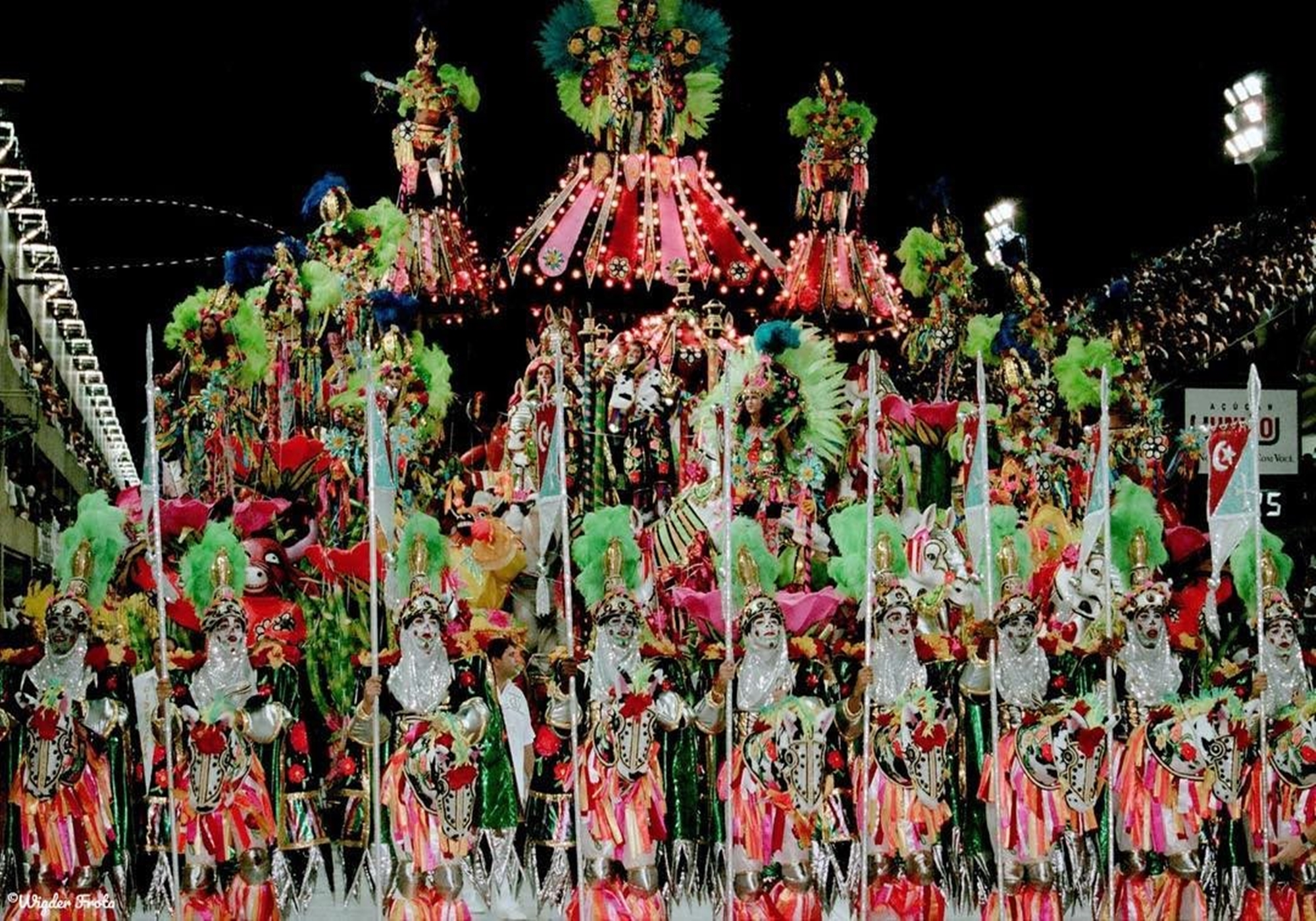
Desfile da Imperatriz Leopoldinense em 2001

No carnaval de 2001, a Imperatriz Leopoldinense conquistou seu oitavo título de campeã na folia carioca e o primeiro tricampeonato do Sambódromo com um desfile que abordou a história da cachaça e o cultivo da cana-de-açúcar. Nos anos seguintes, a escola alternou bons e maus resultados até o seu rebaixamento em 2019, no dia do seu aniversário de 60 anos, após 41 desfiles consecutivos no Grupo Especial ao terminar na décima terceira colocação, seu pior resultado em 31 anos. O rebaixamento chegou a ser cancelado pela LIESA em junho do mesmo ano, mas foi mantido, pouco mais de um mês depois, numa plenária geral feita pela entidade. Após a decisão, Luiz Pacheco Drummond renunciou ao cargo de presidente da escola alegando problemas de saúde, mas desistiu da renúncia devido às manifestações de torcedores pedindo seu retorno.

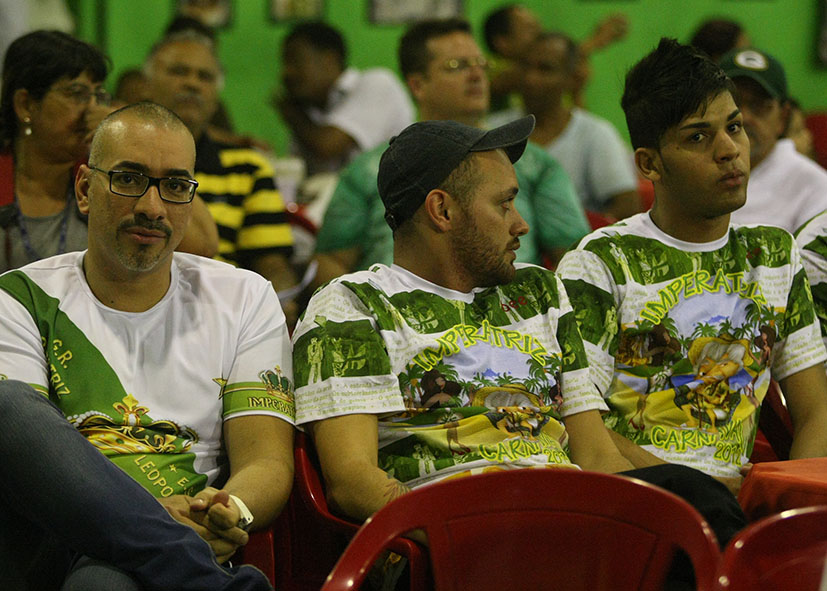
Leandro Vieira (ao centro) em sua primeira passagem pela Imperatriz, como figurinista, em 2013.

Para disputar a segunda divisão do carnaval em 2020, a escola contratou o carnavalesco Leandro Vieira, que já havia passado pela agremiação como figurinista entre os anos de 2013 e 2014. A escola reeditou seu samba-enredo de 1981, com o qual conquistou seu segundo título na elite do carnaval. O enredo, em homenagem ao compositor Lamartine Babo, morto em 1963, foi atualizado por Leandro Vieira. A escola foi a campeã da Série A de 2020 com nota máxima de todos os julgadores, garantindo seu retorno ao Grupo Especial. Após a conquista, Vieira não renovou com a Imperatriz em prol de sua permanência na Mangueira, onde era carnavalesco desde 2016. Para ocupar seu lugar, a Imperatriz acertou o retorno de Rosa Magalhães após onze anos. Antes da definição do enredo para 2021, o presidente da Imperatriz, Luiz Pacheco Drummond, faleceu aos 80 anos, no dia 1 de julho de 2020, vítima de um Acidente Vascular Cerebral. O cargo foi assumido por seu filho, Marquinhos Drummond, durante quatro meses até renunciar alegando motivos pessoais, sendo substituído pela irmã, Cátia Drumond. O enredo escolhido foi uma homenagem ao carnavalesco Arlindo Rodrigues, campeão pela escola em 1980 e 1981, sendo um pedido de Luizinho antes de morrer. Devido à Pandemia de COVID-19, o desfile das escolas de samba de 2021 foi cancelado, sendo a primeira vez, desde a criação do concurso, em 1932, que o evento não foi realizado, obrigatoriamente postergando a preparação do desfile para 2022. Com um novo aumento dos casos de COVID no país, devido ao avanço da variante Ómicron no início do ano, o desfile das escolas de samba que ocorreriam no carnaval de 2022 foram adiados para abril do mesmo ano, durante o feriado de Tiradentes. Abrindo os desfiles no dia 22 de abril de 2022, a Imperatriz obteve o décimo lugar do carnaval de 2022, garantindo sua permanência no Grupo Especial.

### Preparação para 2023
Depois do desfile de 2022, a Imperatriz anunciou a saída da carnavalesca Rosa Magalhães. Após seis carnavais e dois títulos conquistados na Mangueira, Leandro Vieira se desligou da escola, se transferindo para a Imperatriz. Para o carnaval de 2023, a Imperatriz renovou parte de sua equipe, contratando o intérprete Pitty de Menezes para substituir Bruno Ribas e Arthur Franco, além do coreógrafo Marcelo Misailidis e do mestre-sala Phelipe Lemos, que retornou à escola após sete anos de seu desligamento. A cantora Iza foi desligada do cargo de rainha de bateria devido a "incompatibilidade de agenda com os compromissos da escola". Moradora do Complexo do Alemão e passista da escola, a estudante de comunicação social Maria Mariá foi escolhida como a nova rainha da bateria Swing da Leopoldina. No dia 3 de junho de 2022, o tema do enredo da escola para o carnaval de 2023 foi divulgado no blog do jornalista Ancelmo Gois, em O Globo. A sinopse do enredo, assinada por Leandro Vieira, foi divulgada pela escola no dia 29 de junho de 2022.
No dia 11 de julho de 2022 foi sorteada a ordem de apresentação das escolas de samba para o desfile de 2023. A Imperatriz foi sorteada para ser a quarta agremiação a se apresentar na segunda noite do Grupo Especial. Ao longo das semanas que antecederam ao desfile, a Imperatriz realizou diversos ensaios em sua quadra e nas ruas próximas à sua quadra, no bairro de Ramos. Na noite do domingo, dia 22 de janeiro de 2023, a escola realizou seu ensaio técnico no Sambódromo da Marquês de Sapucaí. Segundo análise do site especializado Carnavalesco, a Imperatriz realizou um ensaio "sem erros, com irreverência, alegria da comunidade" e "plena sintonia" da bateria de Mestre Lolo com o carro de som comandado por Pitty de Menezes.

### Lula e o CPX do Alemão

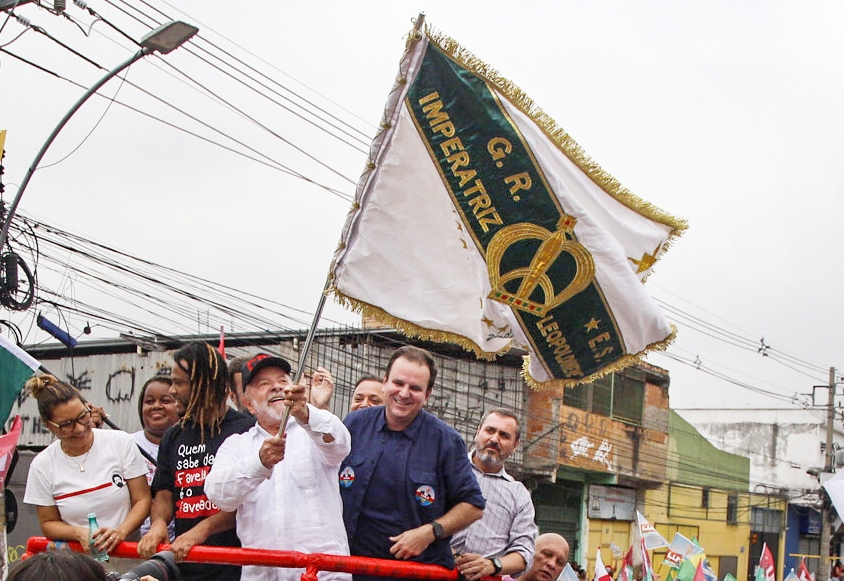
Lula com a bandeira da Imperatriz durante comício no Complexo do Alemão em 2022.

Em 12 de outubro de 2022, durante a campanha para a eleição presidencial, o então candidato Luiz Inácio Lula da Silva, que viria a ser eleito presidente dias depois, realizou um comício no Complexo do Alemão, comunidade próxima à quadra da Imperatriz. Integrantes da escola identificados com o político estiveram presentes no comício. Em certo momento, Lula pegou, beijou e balançou a bandeira da escola. Também estavam presentes no evento outros políticos como o então prefeito do Rio de Janeiro, Eduardo Paes (PSD), Marcelo Freixo (PSB), Alessandro Molon (PSB), Lindbergh Farias (PT), Jandira Feghali (PCdoB), Tarcísio Motta (Psol), Rodrigo Neves (PDT), Benedita da Silva (PT) e Carlos Minc (PSB), além da cantora Valesca Popozuda e da atriz Camila Pitanga. Na ocasião, Lula usou um boné com a sigla "CPX", que significa Complexo. Parlamentares e apoiadores de Jair Bolsonaro (rival de Lula no segundo turno da eleição) espalharam fake news associando a sigla com "cupincha", termo que significaria "parceiro do crime". Rapidamente, ONG's, autoridades, líderes comunitários e moradores reagiram esclarecendo o real significado de CPX. Após a polêmica, o boné com a inscrição "CPX" fez sucesso entre anônimos e famosos. Na Imperatriz, a passista Maria Mariá foi coroada como rainha de bateria da escola ganhando uma coroa banhada a ouro na forma de um boné com a inscrição "CPX". O item foi idealizado pelo carnavalesco Leandro Vieira e confeccionado pelo atelier Aquarela Carioca. Leandro também passou a fazer uso do boné com a sigla. No ensaio técnico da escola, realizado no sambódromo, ritmistas da bateria utilizaram bonés com a inscrição "CPX".

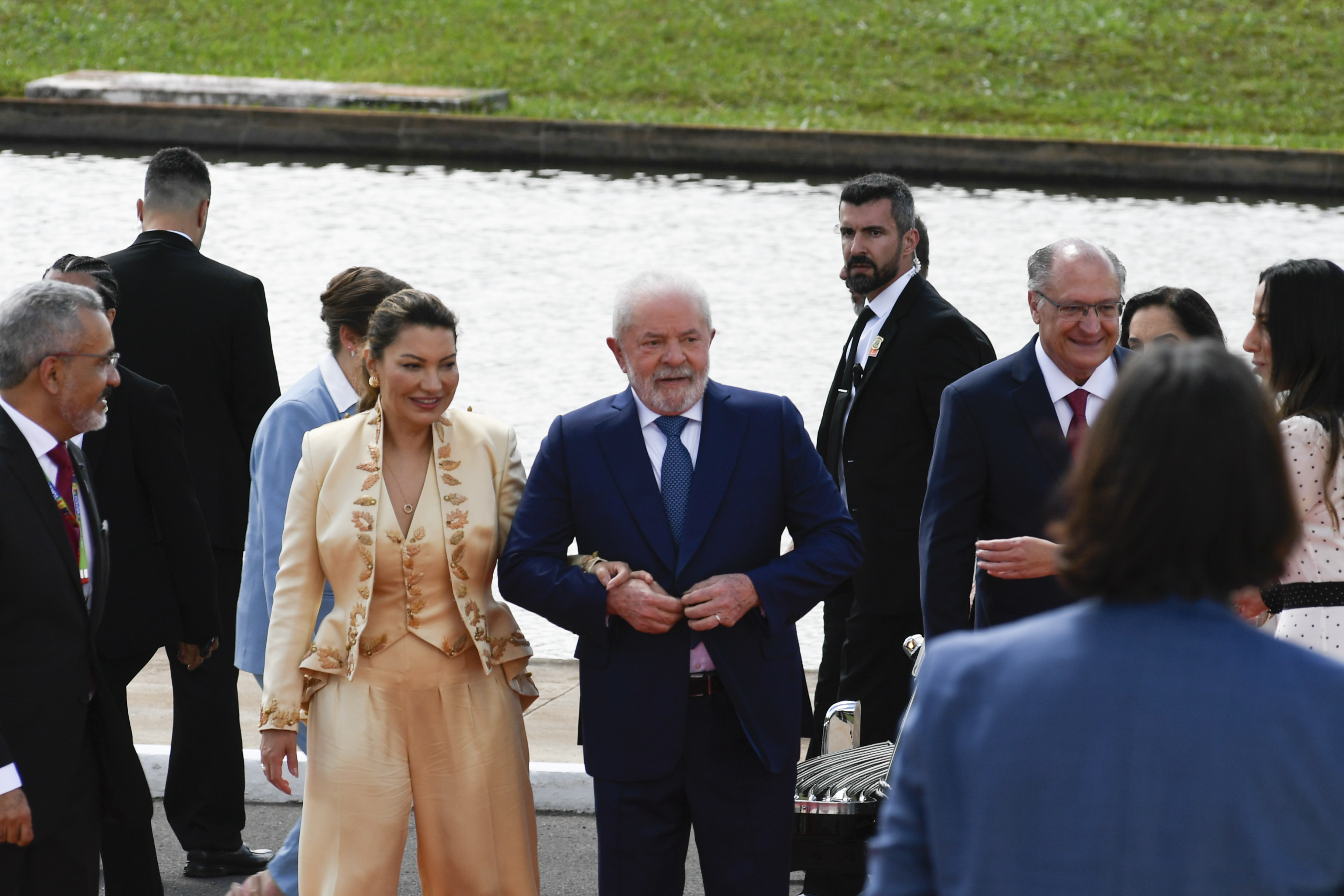
Janja durante a posse de Lula. Crítica à roupa da primeira dama rendeu convite da Imperatriz.

### Janja e a Velha Guarda
Ao comentar a posse do presidente Lula, em 1 de janeiro de 2023, em seu Instagram, a youtuber Antônia Fontenelle criticou a roupa usada pela primeira dama, Janja Silva, na cerimônia. Fontenelle disse que a roupa parecia da Velha Guarda da Imperatriz, porque "é uma escola apática, não fede e nem cheira".  Após a crítica de Fontenelle, várias escolas publicaram em suas redes sociais notas de repúdio à fala da youtuber. A presidente da Imperatriz, Cátia Drumond, enviou um ofício para a LIESA, solicitando que a youtuber não fosse credenciada para qualquer finalidade ou função, o que foi prontamente atendido pela entidade. A Imperatriz também convidou Janja para ser madrinha da Velha Guarda da escola. A primeira dama aceitou o convite e se reuniu com integrantes da agremiação com o objetivo de estreitar laços com a escola de samba e conhecer os programas sociais realizados pela Imperatriz.

## O enredo
O enredo da Imperatriz para o carnaval de 2023 foi inspirado em cordéis de autores nordestinos que narram histórias fantásticas sobre a chegada do cangaceiro Lampião ao céu e ao inferno, mesclando fatos históricos e uma pesquisa iconográfica baseada na estética regional com o conteúdo delirante dos libretos populares. O enredo foi baseado nos cordéis "A Chegada de Lampião no Inferno" e "O Grande Debate que Teve Lampião com São Pedro" do cordelista pernambucano José Pachêco; "A Chegada de Lampião no Céu" do poeta piauiense Guaipuan Vieira; "A Chegada de Lampião no Céu" do cordelista baiano Rodolfo Coelho Cavalcante; e "Lampião e Padre Cícero num Debate Inteligente" do cordelista cearense Moreira de Acopiara.
O enredo foi desenvolvido em cinco setores:
- Setor 1: "Pelas Bandas do Nordeste"

O enredo começa localizando a história no Sertão Nordestino e apresentando o personagem principal da trama, o cangaceiro Lampião, além de sua mulher, Maria Bonita, representados pelo primeiro casal de mestre-sala e porta-bandeira da escola.
- Setor 2: "A Notícia Corre Céu"

O bando de Lampião ganhou fama no Nordeste ao promover invasões à pequenas cidades e extorquir fazendeiros locais. Ainda em vida, o cangaceiro passou a ser retratado na literatura de cordel de forma controversa: pra alguns, um bandido cruel, para outros, um herói corajoso que lutava contra o sistema dominante e as forças opressoras. Além dos cordelistas, também ajudaram a espalhar a fama de Lampião, figuras típicas do Sertão da época como repentistas, beatos e mamulengueiros. Caçado pela polícia, o cangaceiro foi morto em Sergipe, no dia 28 de julho de 1938, junto com Maria Bonita e outros homens de seu bando. Os mortos foram decapitados e tiveram suas cabeças expostas, junto a pertences do bando, na escadaria do Palácio Dom Pedro II, posteriormente sede da prefeitura de Piranhas, no estado de Alagoas. Para mencionar, ludicamente, a famosa cena da exposição das cabeças decapitadas dos cangaceiros, o carnavalesco utilizou a estética do teatro de fantoches de mamulengos, onde os atores são bonecos articulados que falam, dançam, brigam e geralmente morrem durante a história contada.
- Setor 3: "Nos Confins do Submundo: A Chegada de Lampião do Inferno"

Com a morte de Lampião, o enredo entra na parte fictícia, inspirada nas histórias delirantes da literatura de cordel. Depois de morto, o cangaceiro tenta se abrigar no inferno, lugar descrito no cordel de José Pacheco como "algazarra" e barulhento. Uma barca, com uma carranca em sua proa, realiza o translado de Lampião até o local. Sabendo da fama de cruel e sanguinário de Lampião, o Diabo não autoriza sua estadia no inferno, reunindo uma tropa de demônios para expulsar o cangaceiro do lugar. Revoltado, Lampião coloca fogo no inferno antes de partir para outro rumo.
- Setor 4: "A Chegada de Lampião ao Céu"

Expulso do inferno, Lampião monta num pássaro azul e segue rumo ao céu. No local, o cangaceiro é recebido por São Pedro, conhecido na cultura popular como o "porteiro do céu". São Pedro não aceita receber Lampião e reúne uma tropa de santos para expulsar o cangaceiro do lugar. Como última tentativa de entrar no céu, Lampião tenta convencer Padre Cícero, sacerdote católico cearense que exerceu influência sobre a vida social, política e religiosa do Ceará e do Nordeste. Segundo historiadores, Padre Cícero e Lampião tiveram um encontro em 1926, no qual o padre, sem sucesso, tentou convencer Virgulino a abandonar o cangaço. Novamente o cangaceiro não obteve sucesso em sua empreitada, tendo que abandonar o local.
- Setor 5: "Vagueia Pelos Cantos do Sertão"

Impedido de entrar no céu e no inferno, Lampião encontrou seu lugar definitivo no imaginário popular. Segundo o roteiro do desfile, a figura do cangaceiro "segue viva como uma espécie de 'fantasma' que encontrou como a última morada o universo das coisas ligadas ao Nordeste do Brasil". Lampião segue "vivo" nas vestes dos vaqueiros; na caracterização de Luiz Gonzaga, inspirada no cangaceiro; na arte de Mestre Vitalino; e na literatura de poetas nordestinos. O enredo é finalizado apresentando a Imperatriz Leopoldinense como mais um dos destinos pós-morte de Lampião.

## O samba-enredo

### Processo de escolha
A disputa de samba-enredo da Imperatriz teve início em 4 de setembro de 2022 com a inscrição de vinte sambas concorrentes das seguintes parcerias: 
1. Ian Ruas, José Carlos, Caio Miranda e Sonia Ruas-Raxlen.
2. Rodrigo Miranda, Renato Amaral e Eduardo Marques.
3. Nazah, Wagner Zanco, Brandão Filho, Rogério Máximo, Fagundinho e Carvalho.
4. Robson Lourenço, Ailson Picanço, Davison Jaime, Gigi Da Estiva, Gegê Da Gm e Abílio Jr.
5. Meio Dia da Imperatriz, Nonato Soledade, Aureliano Neck, Tayson Tyassú, Robson Do Cavaco e Adlan do Laguinho.
6. Moisés Santiago, Aldir Senna, Josimrar, Wilson Mineiro, Sandro Nery e Guilherme Macedo.
7. Me Leva, Gabriel Coelho, Miguel da Imperatriz, Luiz Brinquinho, Antonio Crescente e Renne Barbosa.
8. Jorge Arthur, Tião Pinheiro, Júlio Alves, Carlos Kind, Léo Freire e Cláudio Russo.
9. Alexandre Valle, Luizinho Nunes, Paulo Bispo, Clayton Carvalho e Rogério Garcia.
10. PC do Repique.
11. Marquinho Lessa, Henrique César, Dadinho, Evandro Fraga e Cleiton Rp.
12. Xande Locutor, Becca Lopes, Ismael de Castro, Lee Santana, Sergio Nilo e Leila Correia.
13. Jeferson Lima, Rômulo Meireles, Bello, Silvio Mesquita, Carlinhos Niterói e R. Gêmeo.
14. Jurandir, Vicentinho, Gilmar L. Silva, Mano Gaspar, Zé Antônio da Agrijar e Mauro Gaguinho de Araruama.
15. Hélio Porto, Alfredo Júnior, Marcelo Vianna, Jorginho do Sindicato, Jussiê Asa Branca e Waldyr Monteiro.
16. Manu da Cuíca, Luiz Carlos Máximo e Orlando Ambrósio.
17. Zé Katimba, Lucy Alves, Zé Inácio, Mirandinha Sambista, Jorge Goulart e Tuninho Professor.
18. Dudu Nobre, Kleber Rodrigues, Márcio Pessi, Maestro, Luizinho das Camisas e Rafael Mikaiá.
19. Lucas Nepomuceno, Marquinhos Balão, Karlinhos Madureira, Luidd, Franco Cava e Nino Smith.
20. Toni Bach, Nenel da Imperatriz, Jorge de Paula, Popó de Ramos, Wal do Pagode e Rangel.

O processo de escolha foi realizado em forma de classificatória, com os sambas sendo apresentados na quadra e avaliados pela direção da escola com eliminatórias semanais. O samba vencedor foi escolhido na madrugada da terça-feira, dia 18 de outubro de 2022. Três obras chegaram à final: as parcerias de Me Leva (samba 7), Jeferson Lima (samba 13) e Dudu Nobre (samba 18). Perto das quatro horas da manhã da terça-feira, a escola anunciou a vitória do samba composto por Me Leva, Gabriel Coelho, Miguel da Imperatriz, Luiz Brinquinho, Antonio Crescente e Renne Barbosa.

Capa do álbum Ao Vivo na Sapucaí 2023 com imagem de um surdo da bateria Swing da Leopoldina no desfile campeão da Imperatriz.

"Foi um trabalho muito árduo, mas com muito esforço a gente conseguiu fazer um samba gostoso, um samba leve, que é para tentar colocar a Imperatriz Leopoldinense lá no alto, que é o lugar dela. A gente sabia do potencial do nosso samba, o quão importante era fazer um samba pra cima sendo a quarta a escola a desfilar, vindo antes de uma Beija-Flor. Colocamos um samba leve para fazer a Imperatriz triunfar."
— Renne Barbosa, um dos compositores do samba da Imperatriz.

Dias depois da escolha, o samba da escola foi gravado pelo intérprete Pitty de Menezes, estreante na agremiação e como cantor oficial no Grupo Especial. Na execução, a bateria Swing da Leopoldina fez duas bossas misturando o samba com o xote e o xaxado. A obra da Imperatriz é a décima faixa do álbum Sambas de Enredo Rio Carnaval 2023, lançado nas principais plataformas de streaming de áudio em 26 de novembro de 2022. A versão ao vivo do samba, gravada durante o desfile oficial no sambódromo, é a faixa de abertura do álbum Rio Carnaval Ao Vivo na Sapucaí 2023, lançado em 31 de março de 2023 nas principais plataformas de streaming de áudio. Pela vitória no carnaval, a Imperatriz também estampa a capa do álbum, com uma imagem da bateria Swing da Leopoldina no desfile oficial.

### Letra e melodia
O primeiro refrão do samba cria suspense sobre os versos seguintes, servindo de introdução para a história narrada em seguida ("Imperatriz veio contar pra vocês / Uma história de assombrar / Tira sono mais de mês"). A expressão "tira sono mais de mês" pontua a regionalidade do tema, o Nordeste brasileiro. O trecho, com melodia em tom menor e valorização das notas baixas, graves, insinua um universo sombrio para o desenrolar da narrativa. A seguir, a história do enredo começa a ser contada. São apresentados alguns homens do bando de Lampião como Pilão Deitado, Corisco, Cansanção, Cirilo Antão e o próprio Lampião, no comando do grupo ("Disse um cabra que nas bandas do Nordeste / Pilão Deitado se achegava com o bando / Vinha de rifle de Corisco e Cansanção / Junto de Cirilo Antão, Virgulino no comando"). A estrofe seguinte menciona o alvoroço que a passagem de Lampião e seu bando provocava junto aos populares, além de criar a expectativa necessária para um dos principais momentos do enredo: a morte do cangaceiro, ocorrida na madrugada do dia 28 de julho de 1938 ("Deus nos acuda, todo povo aperreado / A notícia corre céu e chão rachado / Rebuliço no olhar de um mamulengo / Era dia 28 e lagrimava o sereno"). O trecho faz uso de imagens poéticas como "rebuliço no olhar de um mamulengo" em referência ao teatro de bonecos tipicamente nordestino, e "lagrimava o sereno" sobre a morte de Lampião, Maria Bonita e outros de seu bando. A melodia do samba segue em tom menor até a expressão "Deus nos acuda", onde existe uma modulação para o tom relativo maior, com o intuito de emoldurar o clamor da frase.
O segundo refrão do samba usa expressões populares para fazer referência à morte de Lampião ("E foi-se então... adeus, capitão! / No estouro do pipoco / Rola o quengo do caboclo / A sete palmos desse chão"). O cangaceiro foi morto por policiais do Tenente João Bezerra e do Sargento Aniceto Rodrigues da Silva, que abriram fogo com metralhadoras contra o bando desprevenido. Após sua morte, o cangaceiro e os demais mortos, tiveram suas cabeças decepadas e expostas em regiões do Nordeste. O trecho "E foi-se então... adeus, capitão!" também é uma referência a não reeleição do ex-presidente Jair Bolsonaro. A segunda parte do samba inicia a parte inverossímil do enredo, quando Lampião, depois de morto, tenta entrar no inferno, mas não é aceito pelo Diabo, sendo expulso do local ("Nos confins do submundo onde não existe inverno / Bandoleiro sem estrada pediu abrigo eterno / Atiçou o cão cá-trás / Fez furdunço e Satanás expulsou ele do inferno"). A seguir, Lampião tenta entrar no céu, mas os santos que lá habitam agem como bedel (censores) e não deixam o cangaceiro entrar ("O jagunço implorou um lugar no céu / Toda santaria se fez de bedel"). Nesse trecho, a melodia do samba passa do tom original para o seu relativo maior e segue assim até o final. Expulso do céu, Lampião sobe num balão e vai até Padre Cícero, que também não dá guarida ao cangaceiro ("Cabra macho excomungado de tocaia no balão / Nem rogando a Padim Ciço ele teve salvação"). A melodia do terceiro refrão flerta com o xote. A letra insinua que Lampião voltou ao sertão, "vagando" no imaginário da cultura popular nordestina, presente na arte de barro de Mestre Vitalino, na poesia e na música ("Pelos cantos do sertão... vagueia, vagueia / Tal qual barro feito a mão misturado na areia"). O refrão principal do samba conclui de forma poética o enredo, misturando sanfona e zabumba ao samba carioca e apresentando a Imperatriz, "com alma cangaceira", sendo mais um destino para o cangaceiro Lampião ("Quando a sanfona chora, mandacaru aflora / Bate zabumba tocando no meu coração / Leopoldinense, cangaceira, a minha Escola / Eis o destino do valente Lampião"). A melodia do refrão flerta com o xaxado e o arrasta-pé, em referência à musicalidade nordestina.

### Crítica especializada
Luiz Fernando Vianna, em sua crítica para O Globo, escreveu que "o enredo do cangaço é muito bem desenvolvido no samba, mas a elaborada letra pode não ser fácil de se cantar na Sapucaí".
Rafael Guzzo, da Tribuna Online, escreveu que o samba da Imperatriz tem "refrão fácil e letra emocionante sobre o rei do cangaço [...] O senão fica por conta da repetitiva melodia de duas estrofes longas e muito parecidas".

Para o site Sambario, Marco Maciel escreveu que "a obra é embalada por refrães de melodias grudentas, apresentando uma estrutura arrojada". Cláudio Carvalho apontou que a linha melódica do samba "tem o mérito de fugir do lugar comum, e de não se descaracterizar quando introduz elementos de cordel". Para Carlos Fonseca, "numa letra que descreve a história com correção, sem tirar nem por, o grande ápice são seus refrães".

## O desfile
A Imperatriz Leopoldinense foi a quarta escola a desfilar na segunda noite do Grupo Especial, iniciando seu desfile na madrugada da terça-feira de carnaval, dia 21 de fevereiro de 2023. A apresentação contou com três mil componentes, divididos em 24 alas, cinco carros alegóricos e dois tripés. Abaixo, o roteiro do desfile e o contexto das alegorias e fantasias apresentadas.
| Roteiro |
| Setor 1: "Pelas Bandas do Nordeste" |
| --- |
| Comissão de frente: "Pelos Cantos do Sertão" A comissão de frente é acompanhada por um tripé que representa uma casa sertaneja com um varal de lençóis à frente. Nessa paisagem, um grupo de teatro mambembe faz uma encenação sintetizando o enredo. Na coreografia, um componente encenando Lampião é perseguido e morto por outros componentes representando as forças policiais. Os lençóis são levantados e revelam uma cabeça de demônio, simbolizando a chegada de Lampião ao inferno. Componentes com roupas vermelhas, simbolizando demônios, expulsam Lampião do Inferno. Em cima do tripé de casebre surge um oratório com dois componentes representando Lampião e Padre Cícero, simbolizando a chegada do cangaceiro ao céu. Os dois discutem e o Padre atira o chapéu de Lampião ao público, simbolizando sua expulsão do céu. O oratório se fecha e todos os componentes voltam ao chão, em frente ao tripé, onde executam uma dança de xaxado e encerram a apresentação. A Comissão foi coreografada por Marcelo Misailidis, em sua estreia na escola, e foi composta por quinze componentes homens.Apresentação inicial da Comissão.Lampião no inferno.Lampião no céu com Padre Cícero.Passos de xaxado no enceramento. |
| Guardiões do primeiro casal: "O Bando de Lampião" Os guardiões do primeiro casal representaram o bando de Lampião. A fantasia remete à tradicional estética do cangaço, composta por chapéu de couro, capanga, punhal, cantil, lenço no pescoço, espingarda e munição. Segundo o roteiro do desfile, o bando vagava pelo sertão nordestino "cometendo crimes, agindo com violência e aplicando a própria lei enquanto dançavam e cantavam canções. Desse modo, atravessaram estados do Nordeste atacando cidades e cometendo pilhagens". Primeiro casal de mestre-sala e porta-bandeira (Phelipe Lemos e Rafaela Theodoro): "Lampião e Maria Bonita" Com fantasia em tom predominantemente laranja, o primeiro casal de mestre-sala e porta-bandeira da Imperatriz representou o famoso casal de cangaceiros. Phelipe Lemos foi Lampião e Rafaela Theodoro, Maria Bonita. Assim como os guardiões, a fantasia do casal também estiliza o típico traje do cangaço. Os dois utilizaram um chapéu "vazado", apenas com a armação, que foi banhado à ouro. A fantasia foi desenhada pelo carnavalesco Leandro Vieira e confeccionada pelo atelier Aquarela Carioca. Ana Paula Lessa foi a orientadora do casal. |
| Ala 1: "Paisagem Sertaneja: Mandacarus" A primeira ala do desfile simboliza um campo de mandacarus. A planta é típica da paisagem sertaneja e muito abordada na literatura, na música e nas artes como símbolo do sertão. O chapéu da fantasia tem a forma de um cacto. A ala localiza o início do enredo no Sertão Nordestino. A ala recebeu o prêmio Estandarte de Ouro de melhor ala do ano. À frente da ala, desfilou a musa da escola, Carmem Mondego, vestindo a fantasia "O Verde do Mandacaru", desenhada por Leandro Vieira e confeccionada pelo atelier Aquarela Carioca. Ala 2: "Se Achegando com o Bando" A ala faz referência às extravagantes e pitorescas vestimentas dos cangaceiros, que se adornavam com espelhos, artigos dourados, bornais bordados (espécie de bolsa presa lateralmente ao corpo onde levavam toda sorte de utensilio), bandoleiras cobertas com moedas e armas enfeitadas. O enredo lembra que em 1929, o Diário de Notícias, de Salvador, narrou um ataque do bando de Lampião onde "todos armados de mosquetões, usando trajes bizarramente adornados, entraram cantando suas canções de guerra, como se estivessem em plena e diabólica folia carnavalesca". A fantasia da ala remete à estética clownesca. Os componentes desfilaram com adereço de mão imitando espingarda e executaram passos de xaxado em referência ao fato do bando de Lampião também dançar e cantar enquanto realizavam seus saques. Ala 3 (Baianas): "Leopoldinense e Cangaceira" As oitenta baianas da escola desfilaram representando mulheres cangaceiras. Lampião se apaixonou por Maria Bonita, que ingressou no bando do cangaceiro em 1930, tornando-se a primeira mulher a fazer parte do cangaço. Quando Maria entrou para o grupo comandado pelo companheiro, Lampião liberou que as mulheres dos demais homens participassem do bando, que chegou a ter cerca de cinquenta mulheres. Foi assim que ganharam destaque no grupo, Sila (esposa de Zé Sereno), Adília (mulher de Canário), Dulce (companheira de "Criança"), Lídia (parceira de Zé Baiano), entre outras. A fantasia é composta por chapéu de feltro com aba larga, lenço de seda vermelha no pescoço (chamado de jabiraca), sandália de couro, meias longas, óculos escuros, vestido azul e estampa florida nos bornais (criação feminina que ditou moda entre o bando). As componentes carregavam espingardas cenográficas em referência à Dadá (Sérgia Ribeiro da Silva), a primeira mulher a tomar parte ativa e não defensiva nas lutas armadas do bando contra a polícia ao portar um fuzil. |
| Alegoria 1: "Virgulino no Comando" O carro abre-alas da Imperatriz, dividido em dois módulos acoplados, alegoriza uma invasão do bando de Lampião em meio a uma paisagem sertaneja. Adereços reproduzem a vegetação de mandacarus e xique-xiques, enquanto o tom alaranjado do chão do sertão se mistura às massas escultóricas adornadas com artigos dourados e galhos secos. Na parte superior do primeiro módulo, uma escultura representando Lampião montado num cavalo. A figura se destaca junto ao conjunto de esculturas de ossadas de animais que complementam o visual remetendo à revolta do cangaceiro contra a situação de miséria dos rincões do nordeste. Na parte superior do segundo módulo, esculturas de cangaceiros montados em cavalos, simbolizando a invasão do bando de Lampião. A alegoria ainda é incrementada com esculturas de bois com expressões arredias, como se estivessem fugindo do ataque dos cangaceiros. Destaques e composições: Destaque central alto: Regina Casé ("Maria Bonita") e Matheus Nachtergaele ("Lampião") Os atores Regina Casé e Matheus Nachtergaele desfilaram representando o casal Maria Bonita e Lampião na parte alta central do primeiro módulo, à frente da escultura de Lampião. Destaque de luxo central: Luisinho 28 ("Corisco") Com fantasia de luxo em tons terrosos e alaranjados, o estilista Luisinho 28 desfilou representando o cangaceiro Corisco, também conhecido como "Diabo Louro". Corisco era tido como número dois do bando de Lampião e virtual sucessor do cangaceiro mais famoso. Destaque central baixo: Paola Drumond ("Memória do Cangaço") A fantasia de Paola remete aos figurinos utilizados pelos cangaceiros, que se tornaram uma das maiores referências visuais da cultura nordestina. Destaque lateral: Zé Katimba ("O Cangaceiro Volta Seca") Compositor e um dos fundadores da Imperatriz Leopoldinense, Zé Katimba desfilou representando o cangaceiro sergipano Antônio dos Santos, conhecido como Volta Seca. Assim como Zé, Volta Seca também era compositor, sendo apontado como o autor de inúmeras canções ligadas ao imaginário da cultura nordestina. Destaque lateral: Chiquinho ("Zé Baiano") Histórico mestre-sala da Imperatriz, vencedor de diversos carnavais com a escola, Chiquinho desfilou representando o cangaceiro Zé Baiano, conhecido como o "pantera negra dos sertões". Destaque central alto - segundo módulo: Ton Brício ("Pilão Deitado") No segundo módulo do carro abre-alas, em frente às esculturas do bando de Lampião, o empresário Ton Brício desfilou representando o cangaceiro Pilão Deitado. A fantasia, em tons amarelados, remete ao gosto dos cangaceiros por figurinos com enfeites dourados. Composições gerais: "Cangaceiros" Os demais componentes da alegoria desfilaram representando cangaceiros. As fantasias remetem às vestimentas características do cangaço, como roupa de couro, chapéu meia-lua com aba dobrada para cima, e armas de fogo enfeitadas. |
| Setor 2: "A Notícia Corre Céu" |
| Ala 4: "Cordelistas" A ala faz referência ao cordel, uma das mais célebres tradições culturais do Nordeste brasileiro que ajudaram a espalhar a fama de Lampião. Ainda em vida, o cangaceiro era retratado na literatura de cordel de forma controversa: pra alguns, um bandido cruel, para outros, um herói corajoso que lutava contra o sistema e as forças opressoras. A fantasia, em preto e branco, faz referência às cores típicas das xilogravuras que acompanham os folhetos de cordel. Os componentes também carregam um estandarte com o desenho de lampião e a inscrição: "Lampião: Herói ou vilão?". Ala 5: "Repentistas" A ala retrata os repentistas, que, com suas cantorias, também ajudaram a espalhar a fama de Lampião pelo sertão. O repente é uma poesia falada de improviso inserida na tradição oral e da literatura popular. Ala 6: "Beatos" A ala faz alusão aos beatos. Em meio ao cenário de abandono no sertão nordestino surgiram as figuras dos cangaceiros (que buscavam fazer justiça com as próprias mãos) e dos religiosos místicos genericamente chamados de beatos (que buscavam divina). Ambos eram vistos pelos mais pobres como opções para o socorro da injustiça e da fome. Assim como os cordelistas e os repentistas, o beatos também contavam histórias sobre Lampião, como a lenda de que seu corpo era "fechado" contra mal e de que o cangaceiro era muito religioso e rezava sempre ao meio-dia. Ala 7: "Carpideiras" A ala simboliza as carpideiras, mulheres contratadas para chorar em velórios e enterros alheios. A fantasia dos componentes apresenta visual sombrio e tons escuros, remetendo ao aspecto perverso de Lampião e seu bando, que foram responsáveis por centenas de mortes. Ala 8: "Mamulengueiros" A ala remete ao teatro de bonecos mamulengos, mais uma tradição cultural nordestina que contou as histórias de Lampião, Maria Bonita e seu bando. Os componentes da ala carregavam bonecos de Lampião e Maria Bonita. |
| Alegoria 2: "Dia 28: Rebuliço no Olhar do Mamulengo" A segunda alegoria do desfile simboliza, de forma lúdica, a morte de Lampião. Virgulino foi morto pelas forças policiais em Sergipe, no dia 28 de julho de 1938, junto com Maria Bonita e outros cangaceiros. Os mortos foram decapitados e tiveram suas cabeças expostas, junto a pertences do bando, na escadaria do Palácio Dom Pedro II, posteriormente sede da prefeitura de Piranhas, no estado de Alagoas. Para mencionar, ludicamente, a famosa cena da exposição das cabeças decapitadas dos cangaceiros, a alegoria faz uso da estética de um teatro de mamulengos. O mamulengo é um tipo de fantoche característico do nordeste brasileiro, onde seus atores são bonecos articulados que falam, dançam, brigam e geralmente morrem. A alegoria apresenta diversas cabeças de mamulengos-cangaceiros e o letreiro "Adeus, Capitão". Destaques e composições: Destaque frontal inferior: Samile Drumond ("A Mamulengueira Explendorosa") Composições gerais: "Mamulengueira" A fantasia da empresária Samile Drumond e das demais componentes da alegoria faz alusão aos mamulengueiros, como são conhecidos os artistas populares que manipulam os bonecos articulados no Teatro de Mamulengo. |
| Setor 3: "Nos Confins do Submundo: A Chegada de Lampião do Inferno" |
| Ala 9 (Compositores): "O Cordel de José Pacheco" A ala dos compositores inicia a parte inverossímil do enredo, quando Lampião, depois de morto, tenta entrar no inferno. Os compositores desfilaram com terno vermelho com xilogravura estampada no blazer. O figurino celebra a obra "A Chegada de Lampião no Inferno", do poeta pernambucano José Pacheco. Ala 10: "A Chegada de Lampião ao Inferno" Na ala que representa a chegada de Lampião ao inferno, os componentes desfilaram com fantasia de contorno anedótico, tal qual o cordel de José Pacheco sobre o tema. Os desfilantes carregavam burrinhas como nos folguedos típicos regionais. Tripé 1: "O Cabra no Portão do Inferno" No tripé que simboliza a porta de entrada do inferno uma barca, que realiza o translado de Lampião até o local, ostenta uma carranca em sua proa, ladeada por duas esculturas de características funerárias. A carranca é uma escultura com forma humana ou animal, produzida em madeira e utilizada, a princípio, na proa das embarcações que navegam pelo Rio São Francisco a fim de espantar maus espíritos e proteger contra naufrágios. Ao fundo do tripé, o portão que dá acesso ao inferno. No interior da embarcação, o cavalo de Lampião tem contornos sombrios e cadavéricos misturados ao fogo infernal. Destaque central: Kevin Martins ("Lampião a Sete Palmos") Ao centro do tripé, em cima do cavalo fantasmagórico, o empresário Kevin Martins desfila representando um Lampião carnavalizado em estado cadavérico. Ala 11: "A Tropa de Expulsão" A ala carnavaliza a passagem do cordel "A Chegada de Lampião no Inferno", em que o Diabo, não querendo ser incomodado, manda que se reúna uma tropa para impedir a tentativa do cangaceiro de entrar em seu território. Dessa forma, um numeroso contingente de demônios parte ao encontro de Capitão Virgulino com o objetivo de impedir seu ingresso no inferno. A ala representa a tropa de demônios do cordel. A fantasia dos componentes mescla artifícios plásticos comumente relacionados ao inferno, o diabo e a morte. |
| Guardiões do segundo casal: "Secto Infernal" Os guardiões do segundo casal representam um secto de figuras diabólicas em tom carnavalesco, aumentando a diversidade de demônios convocados para a expulsão de Lampião do inferno. Segundo casal de mestre-sala e porta-bandeira (Marcos Ferreira e Laryssa Victória): "O Cão e a Onça Caetana" O mestre-sala Marcos simbolizou o "cão", um dos muitos apelidos que a cultura nordestina deu à figura do Diabo. A porta-bandeira Laryssa representou a Onça Caetana, uma personificação da morte sertaneja como uma fera feminina segundo a literatura armorial de Ariano Suassuna. |
| Rainha da Bateria (Maria Mariá): "A Diaba Quem Me Dera" Em sua estreia como rainha de bateria, Maria Mariá desfilou com figurino vermelho, confeccionado pelo Atelier Aquarela Carioca, representando uma provocativa e sensual Diaba que se junta à tropa de demônios para expulsar Lampião do inferno. Ala 12 (Bateria): "Lampião: Um Diabinho Nordestino" Segundo o roteiro do desfile, a fantasia da bateria Swing da Leopoldina simbolizou o "temido Lampião que pôs medo até no Diabo". Por todo o período no qual esteve vivo à frente de seu grupo de cangaceiros, Virgulino Ferreira da Silva foi um sujeito temido em função de seus feitos sanguinários. São vários os relatos de atos bárbaros de crueldade desmedida contra homens e mulheres que supostamente haviam praticado algo que feria a "lei" do cangaço. Essa personalidade marcada pela crueldade foi o mote principal para o tom anedótico que marca o cordel de José Pacheco: De tão ruim, Lampião não seria aceito nem no inferno. Os 250 ritmistas da escola desfilaram representando o lado diabólico de Lampião acrescido da comicidade retratada no cordel. A fantasia reproduz de forma carnavalesca o figurino "espalhafatoso" do cangaço, com chapéu meia lua, bornal de estampa florida e lenço de seda vermelha no pescoço. |
| Ala 13 (Passistas): "Malícia Fogosa" Com fantasias vermelhas, os passistas da escola representam o inferno do cordel de José Pacheco, cheio de algazarra, festividade e barulho. Ala 14: "Tocou Fogo no Inferno" A ala simboliza a passagem do cordel de José Pacheco em que Lampião, por não ser aceito no inferno, coloca fogo no lugar, gerando prejuízo ao Diabo. A fantasia dos componentes utilizou cores e signos visuais que traduzem uma estética explosiva e incendiária. Musas: "Ardendo em Chamas" As musas Mariana Ferrari e Natália Reis desfilaram com fantasias vermelhas como se estivessem "ardendo em chamas" após Lampião colocar fogo no inferno. |
| Alegoria 3: "Nos Confins do Submundo" O terceiro carro alegórico do desfile vislumbra o inferno narrado no cordel de José Pacheco. Na parte superior da alegoria, duas ossadas caninas fazem referência à tradição oral do povo nordestino de chamar o diabo pela alcunha de "cão". Na porção frontal destacam-se as esculturas movimentadas de dois tatus-pebas (também conhecidos como tatu papa-defunto) e que, por serem eficientes escavadores, no delírio proposto pelo enredo, conseguiriam entrar e sair do inferno apenas escavando. Complementam o visual da alegoria, ossos, crânios e efeito de fogo com a utilização de tecidos movimentados por ventiladores. Destaques e composições: Destaque performático central: Suzy Brazil ("O Cramulhão") O ator e humorista carioca Marcelo Souza faz uso dos atributos físicos e anedóticos de sua Drag Queen Suzy Brazil para personificar o jocoso Diabo proposto pelo delírio do enredo. Cramulhão é um apelidos mais populares do Diabo na Região Nordeste do Brasil. Destaques laterais: "Fogo no Inferno" Os empresários Bete Conceição e Santinho desfilaram com fantasias de cores e signos visuais que remetem ao calor do inferno. Composições gerais: "Diabas" As demais componentes da alegoria desfilaram representando uma figura feminina diabólica. |
| Setor 4: "A Chegada de Lampião ao Céu" |
| Ala 15: "A Subida de Lampião à Casa do Santíssimo" Inaugurando o setor que trata da tentativa de Lampião de entrar no céu, a ala quinze simboliza o voo do cangaceiro até a "morada celestial". Em tons de azul, prata e branco, a fantasia utilizou recursos lúdicos relacionados ao céu. Assim como a ala da chegada de Lampião ao inferno, componentes também carregaram burrinhas, dessa vez na forma de um pássaro azul. Ala 16: "Anjos Nordestinos" Mantendo a coloração azulada, a fantasia da ala representa um anjo estilizado e carnavalesco, com elementos ligados à cultura popular nordestina, como o chapéu da fantasia na forma de uma cabeça de reisado. Se no inferno Lampião foi recebido por demônios, no céu o cangaceiro é recebido por anjos. Destaque de Chão: "Delírios Celestiais" A musa da escola, Ketula Mello, desfilou com fantasias em tons de azul, prata e branco, simbolizando os delírios celestiais dos cordéis que retrataram a chegada de Lampião ao céu. |
| Tripé 2: "O Grande Debate de Lampião com São Pedro" O segundo tripé do desfile faz menção ao cordel "O Grande Debate de Lampião com São Pedro", escrito por José Pachêco. No cordel, Lampião tenta convencer São Pedro a deixá-lo entrar no céu. São Pedro é conhecido na cultura popular como o "porteiro do céu". O visual do tripé faz referência à estética sacra tradicional dos altares católicos acrescida de contornos surrealistas. Esculturas de santos adornam o tripé, também enfeitado com esculturas de passarinhos, situando a apresentação em um espaço aéreo. Destaques: Anderson Barros ("Lampião") e Vitor Mondaine ("São Pedro") De forma carnavalizada, Anderson Barros interpreta Lampião montado em um cavalo de estética lúdica. Dentro de um bule, preso a um balão, Vitor Mondaine interpreta São Pedro de forma carnavalizada. |
| Ala 17: "Manda Chamar São Jorge" A ala representa São Jorge, um dos santos citados nos cordéis que tratam da tentativa de Lampião de entrar no céu. Segundo o cordel de José Pacheco, São Pedro chama diversos santos para expulsar o cangaceiro do portão do céu. Entre os convocados está São Jorge, conhecido como o "santo guerreiro". A fantasia da ala mescla a típica indumentária do santo aos signos e formas da cultura popular do Nordeste brasileiro. A armadura do figurino é um colete enfeitado com artigos de acetato brilhante, enquanto o capacete mistura prata e estampa de chitão. Os componentes carregam adereços de mão em menção ao cavalo de São Jorge. Ala 18: "Toda Santaria Se Fez de Bedel" Com bom humor e jocosidade, a ala apresentou uma dinâmica coreográfica com um participante interpretando Lampião e os demais componentes com indumentárias que remetem ao imaginário popular dos santos e santas do Catolicismo. Os santos formam uma quadrilha junina para expulsar o cangaceiro do céu. O título da ala, "Toda Santaria Se Fez de Bedel", é um verso do samba-enredo do desfile. Bedel é uma espécie de inspetor ou censor responsável por impor disciplina. No contexto do cordel que inspira o enredo, os santos católicos são os censores responsáveis por manter a ordem no céu. Ala 19: "Rogando a Padim Ciço" A ala é inspirada no cordel "Lampião e Padre Cícero Num Debate Inteligente" de Moreira de Acopiara. Padre Cícero foi sacerdote católico cearense que exerceu influência sobre a vida social, política e religiosa do Ceará e do Nordeste. Morto em 1934, é uma das personalidades mais populares da cultura nordestina. Segundo historiadores, Padre Cícero e Lampião tiveram um encontro em 1926, no qual o padre, sem sucesso, tentou convencer Virgulino a abandonar o cangaço. No delírio proposto pelo enredo, Padre Cícero é mais um a quem Lampião pede ajudar para ingressar no céu, sem obter sucesso. Na lúdica fantasia da ala, componentes carregavam bonecos de pano representando o Padre. |
| Alegoria 4: "Um Lugar no Céu" A quarta alegoria do desfile representou o céu de forma lúdica, quase infantil. Balões, aeronaves e canhões compuseram o visual do que seria a "unidade de voo das forças aéreas celestiais" tentando impedir a invasão de Lampião no céu. O ambiente celestial é apresentado com contornos visuais delirantes e impregnados de lirismo. Um componente representou Lampião em sua tentativa de invadir o céu, enquanto os demais interpretavam os santos e divindades celestiais tentando impedir a invasão do cangaceiro. Destaques e composições: Destaque frontal: Rogério Rodrigues ("Lampião no Céu") Na parte frontal da alegoria, o empresário Rogério Rodrigues interpreta Lampião tentando entrar no céu. O destaque desfilou com uma fantasia estilizada de cangaceiro branca, com asas e aspectos ligados ao imaginário cromático celestial. Composições gerais: "A Santaria" Os demais componentes da alegoria desfilaram personificando de maneira lúdica e jocosa os santos e divindades pertencentes aos imaginários populares associados ao universo celestial. |
| Setor 5: "Vagueia Pelos Cantos do Sertão" |
| Ala 20: "Assombração Sertaneja" Impedido de entrar no céu e no inferno, Lampião vira uma "assombração sertaneja" a vagar pela cultura popular nordestina. A fantasia da ala apresentou estética fantasmagórica. Componentes carregaram uma carranca coberta com um grande véu branco. Envolta a misticismos, a carranca é uma das maiores expressões da cultura popular sertaneja no que diz respeito à coisas assombrosas. Ala 21: "Vagueia nas Vestes do Vaqueiro" A ala fez menção ao estilo do cangaço, popularizado por Lampião e seu bando. Cangaceiros usavam artigos de couro (material resistente ao calor do sertão nordestino) como o gibão, muito utilizado pelos vaqueiros; a sandália quadrada (para despistar a polícia); e o chapéu meia lua. Para o carnavalesco Leandro Vieira, Lampião "imprimiu uma estética fashion".A fantasia da ala reproduz a estilização estética da moda do cangaço, perpetuada pela figura do vaqueiro, enquanto o resplendor, de cor alaranjada, faz alusão ao calor do sertão. Ala 22: "Seu Destino: O Gibão e a Coroa do Rei do Baião" A ala remete ao estilo de se vestir adotado pelo cantor e compositor pernambucano Luiz Gonzaga, reconhecido como o "Rei do Baião". Gonzaga lutou no sertão nordestino, combatendo cangaceiros, coiteiros e coronéis, mas alimentou admiração por Lampião, passando a adotar uma vestimenta inspirada nele ao se profissionalizar. A fantasia da ala estiliza e carnavaliza o figurino de Gonzaga. Estão presentes o chapéu de aba dobrada pra cima com enfeites, o gibão e os óculos escuros. Os componentes também carregam um adereço cênico imitando uma sanfona. Ala 23: "Tal Qual Barro Feito à Mão" A ala fez referência à arte de barro do ceramista pernambucano Mestre Vitalino, um dos maiores nomes da cultura popular nordestina. Vitalino se inspirava no cotidiano e no imaginário da população do sertão nordestino brasileiro para produzir suas peças de cerâmica. Ícone do Nordeste, o cangaceiro Lampião foi retratado em obras de arte do Mestre Vitalino que, posteriormente a sua morte, em 1963, foram expostas em museus. Com seu contorno físico e estético transformado em obra de arte, Lampião habita museus, centros culturais e casas que fazem de seu tipo físico - transformado em souvenir - motivo decorativo. A fantasia da ala faz alusão à estética de barro do ceramista. Componentes carregam na cabeça a estilização cênica de um boneco de barro de Lampião. Ala 24 (Velha Guarda): "Vagueia na Poesia Sertaneja de Patativa do Assaré" A ala simbolizou a perpetuação de Lampião na literatura brasileira, celebrando a obra de Patativa do Assaré, poeta, cordelista e repentista cearense, conhecido como "poeta porta-voz do sertão". Os setenta membros da velha guarda da escola desfilaram com terno nas cores amarelo, azul, verde e branco, com a imagem de Patativa estampada no blazer.                                                                               |
| Alegoria 5: "O Destino do Valente" A quinta e última alegoria do desfile celebra a Imperatriz Leopoldinense como mais um dos destinos pós-morte de Lampião. Uma grande escultura, de contorno realista, com o rosto do cangaceiro se funde à coroa - símbolo da escola. A alegoria é decorada com arabescos dourados e espelhos que caracterizam o estilo rebuscado da Imperatriz no imaginário do carnaval carioca. Destaques e composições: Destaque central alto: Nathália Drumond ("A Marca do Cangaço") Com fantasia dourada e o chapéu meia-lua vazado, a fantasia da empresária Nathália Drumond sinaliza que a Imperatriz Leopoldinense abraça, valoriza e resguarda a história e a estética do cangaço como um ícone da cultura nordestina. Destaque central baixo: Expedita Ferreira da Silva ("A Herdeira do Cangaço") Aos 90 anos, a única filha de Lampião e Maria Bonita, desfila à frente da escultura com o rosto de seu pai. A roupa vestida por Expedita estiliza a típica vestimenta das cangaceiras, com direito a chapéu, bornal, cartucheira e o lenço vermelho no pescoço. Composições gerais: "Leopoldinense e cangaceira" Os demais componentes da alegoria também desfilaram com fantasias que remetem à estética do cangaço, porém, em tons dourados, em referência à Imperatriz Leopoldinense, que é reconhecida por seu gosto pela extravagância barroca. |

## Recepção dos especialistas
O desfile foi amplamente elogiado pela crítica especializada, recebendo adjetivos como "impecável", "exuberante" e "primoroso". A Imperatriz foi apontada como uma das favoritas ao título de campeã junto com Unidos do Viradouro e Unidos de Vila Isabel.
Aydano André Motta, do jornal O Globo, apontou que a Imperatriz passou "impecável": "O melhor samba do ano animou componentes e plateia, que cantaram animados a fantasia da busca do cangaceiro pela redenção. Alegorias e fantasias lindas, de entendimento fácil, completaram o cenário virtuoso. O casal de mestre-sala e porta-bandeira, Phelipe Lemos e Rafaela Theodoro, seguiu o padrão da escola. A ressurreição leopoldinense está completa, com o luxo de Leandro Vieira em nova versão". Em sua crítica, o jornal O Dia classificou o desfile como "impecável", "com um conjunto alegórico deslumbrante e um andamento excelente". Ainda segundo a crônica, "na parte plástica, novamente Leandro Vieira mostrou a sua qualidade, tanto nas alegorias como na confecção das fantasias, que novamente foram feitas de forma impecável, com luxo e beleza. A agremiação de Ramos também teve um grande rendimento nos quesitos de chão. O samba-enredo rendeu muito bem, com o carro de som comandado pelo estreante Pitty de Menezes. À frente da escola em mais um ano, Mestre Lolo comandou de forma brilhante a bateria. O canto da agremiação da Zona Norte também foi vibrante". A Jovem Pan apontou que a bateria de Mestre Lolo foi a "grande protagonista" do desfile: "Com arranjos, paradinhas e forró, o samba empolgou o público e os componentes". Fábio Grellet, do Estadão, apontou a escola como uma das favoritas, escrevendo que "a história (do enredo) pode soar fantástica demais, mas foi muito bem contada pela escola de Ramos, que esbanjou luxo em fantasia e alegorias".
Lucas Santos, do site Carnavalesco, classificou o desfile como "exuberante": "Desfile primoroso na questão estética, com fácil e divertida leitura do enredo e com o samba funcionando muito bem em uma excelente estreia do intérprete Pitty de Menezes". Segundo o jornalista, a estética do desfile impressionou e a comunidade mostrou força no canto do samba. Os comentaristas do site SRzd também elogiaram o desfile: "Com um visual primoroso e a conjunção perfeita do samba e sua melodia com o que estava sendo apresentado nos carros e fantasias, a Imperatriz foi tecnicamente elogiável e com um tempero bem saboroso de se ver na madrugada desta terça-feira de Carnaval [...] O projeto trouxe um momento de alto-astral, divertido e colorido para a Avenida. E tudo que os foliões querem ver nos desfiles das escolas de samba; encantamento". Rodrigo Branco, da Folha dos Lagos, escreveu que a Imperatriz "apresentou um visual de tirar o fôlego": "Com fantasias de alto grau de requinte e alegorias extremamente criativas, bem acabadas e cheias de detalhes, a Imperatriz impressionou o público com uma estética onírica, que remete ao universo dos sonhos, de acordo com a proposta fantasiosa do enredo. O ótimo samba também rendeu muito bem na voz do também estreante na escola Pitty de Menezes, ao som da competente bateria de Mestre Lolo". Segundo o jornalista, a escola realizou sua "melhor apresentação no Especial em muitos anos, na busca pelo nono título do Carnaval".
 

O portal Carnavalize escreveu que "o enredo foi desenvolvido de maneira primorosa [...] O conjunto plástico era de excelência e requinte [...] Mestre Lolo mostrou um trabalho incrível e deu toda a sustentação para que o bom samba da escola rendesse o esperado na avenida. Com um andamento animado, mas sem correria, a bateria brincou na avenida e apresentou várias bossas muito criativas e empolgou a Sapucaí. O momento alto foi a bossa que começa com um xote na parte do 'pelos campos do sertão vagueia', passa por um forró no meio e vai até o final do refrão da cabeça do samba, chocalhos bem valentes, tamborins com desenhos bem em cima do samba e as marcações bem pesadas que são características do trabalho de Lolo. Outro ponto alto foi a tabelinha entre Pitty de Menezes e a bateria. Perfeitamente alinhados, deram show. Excelente apresentação da bateria! Com uma evolução fluida, solta e vibrante, a Imperatriz mostrou as credenciais para brigar pelo título". Bruna Fantti e Yuri Eiras, da Folha de S.Paulo, e Valmir Moratelli, da Veja, apontaram Imperatriz e Viradouro como as favoritas ao título.

## Julgamento oficial

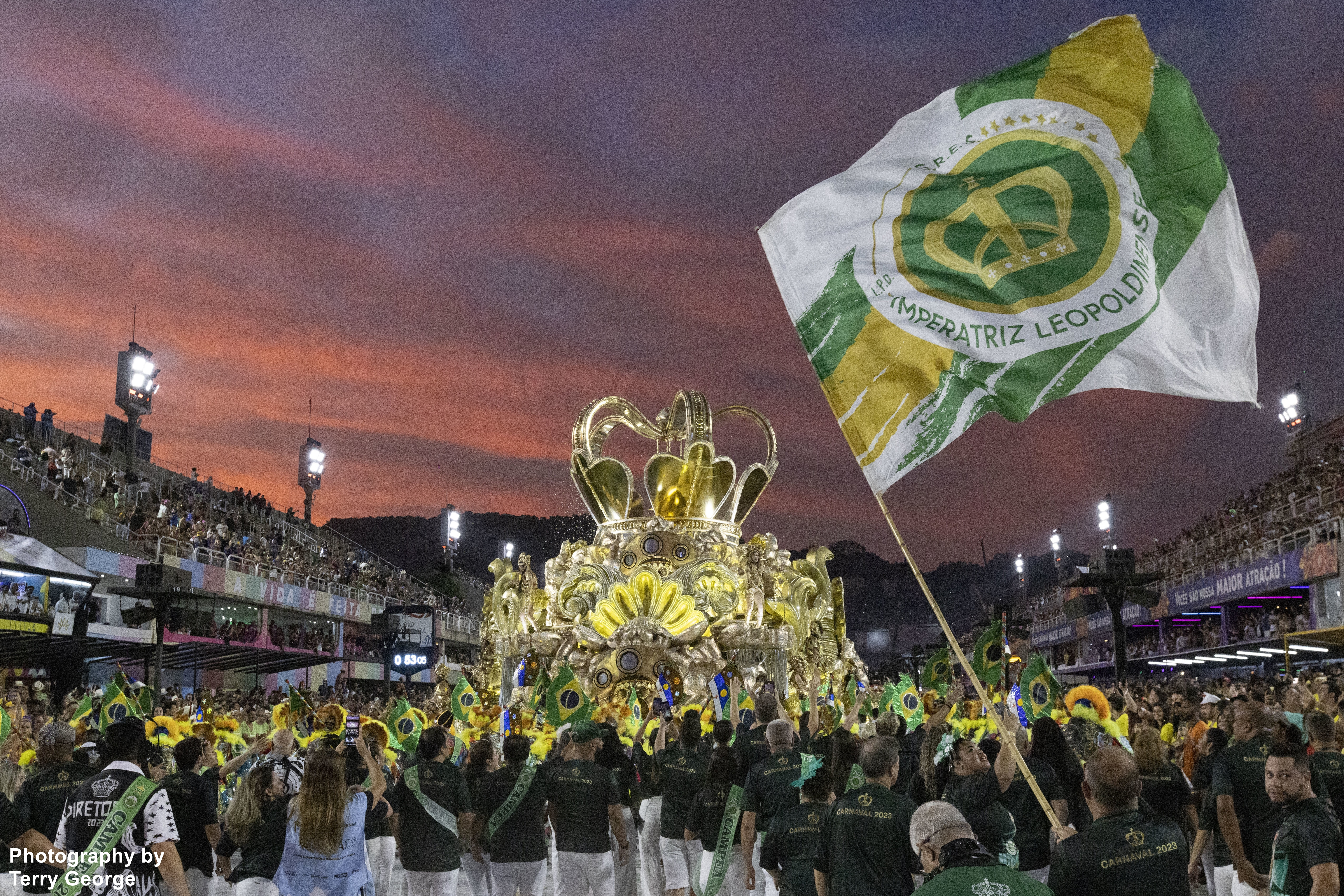
Imperatriz encerrando sua apresentação no Desfile das Campeãs com o dia clareando.

A Imperatriz foi campeã com apenas um décimo de vantagem para a vice-campeã, Viradouro. Com a vitória, a Imperatriz conquistou seu nono título no carnaval, 22 anos após seu campeonato anterior, vencido em 2001. Na quadra da escola, em Ramos, a festa do campeonato varou a madrugada com distribuição de cerveja e a presença de familiares de Lampião. Com a vitória, a escola foi classificada para encerrar o Desfile das Campeãs, que foi realizado entre a noite de noite do sábado, dia 25 de fevereiro de 2023, e a madrugada do dia seguinte, no Sambódromo da Marquês de Sapucaí. A agremiação também realizou uma festa em forma de desfile pelas ruas de Ramos no dia 4 de março de 2023. O carnavalesco Leandro Vieira conquistou seu terceiro título no Grupo Especial em oito anos.

### Justificativas
A nota máxima (dez) não é justificada. Abaixo, as justificativas das notas abaixo de dez:
- A julgadora Mirian Orofino Gomes, do Módulo 4 de Harmonia, deu nota 9,9 para a escola justificando que a sanfona utilizada pela bateria "apresentou problema em alguns momentos da execução do samba": "a intensidade do som do instrumento (sanfona) prejudicou a base harmônica do conjunto musical".[77]Saia curta das baianas foi despontuada por julgadora, mas nota foi descartada.

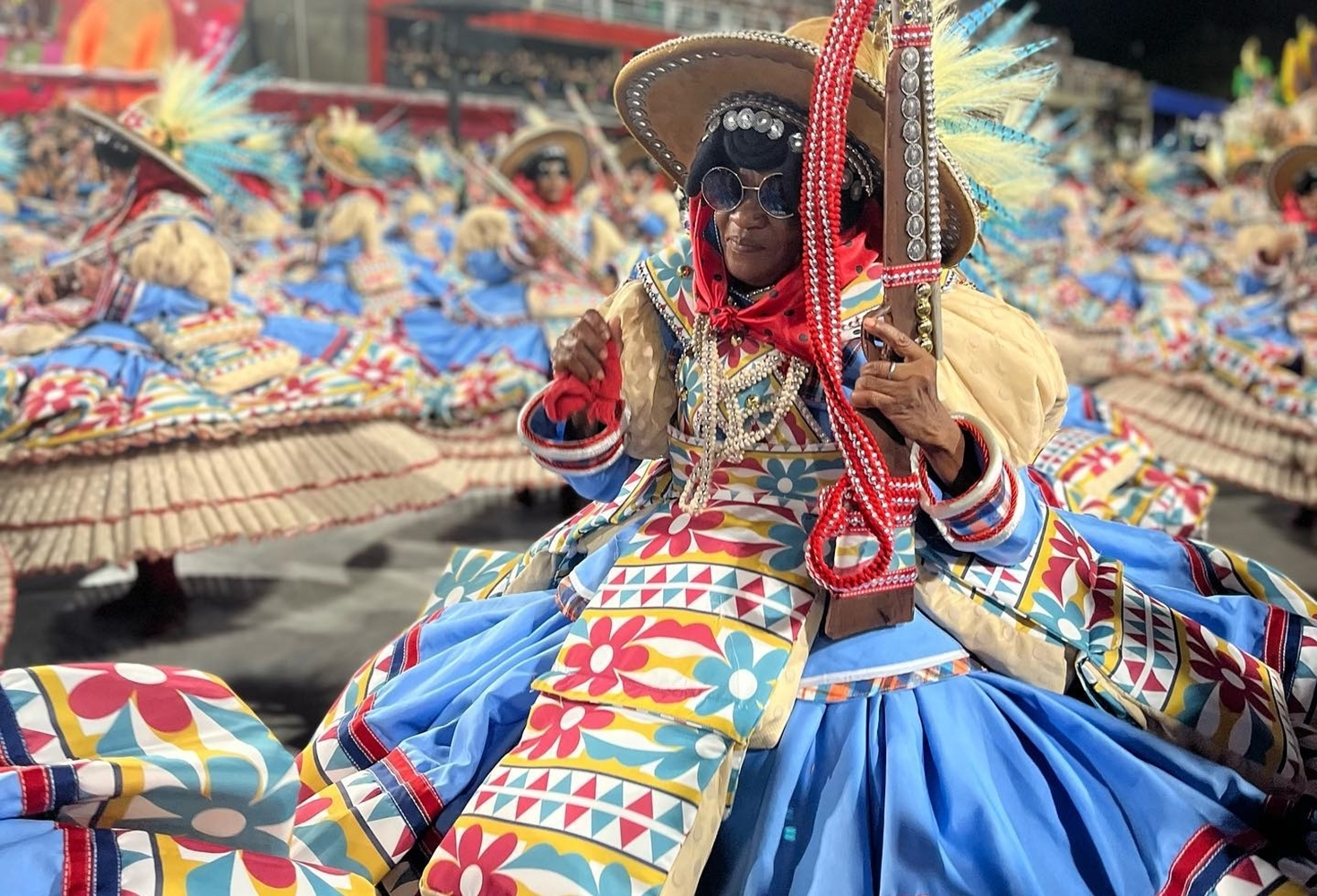
Saia curta das baianas foi despontuada por julgadora, mas nota foi descartada.

- Regina Oliva, do Módulo 1 de Fantasias, deu nota 9,9 por causa da fantasia da ala de baianas, que tinha saias "mais curtas que o tradicional". Segundo a julgadora, "durante a execução da dança, ficavam expostas os sapatos, as meias tamanho 3/4 nas cores vermelhas e os shorts ou bermudas pretas", prejudicando o visual estético. Regina também apontou que algumas crinolinas das fantasias estavam defeituosas, resultando em saias arqueadas.[78]
- Felipe Trotta, do Módulo 4 de Samba-enredo, deu nota 9,9, tirando um décimo da melodia do samba. Segundo o julgador, "o início de quase todas as estrofes e refrões é praticamente igual: um arpejo ascendente do acorde (menor) de tônica [...] Essa recorrência resulta em pouca variedade nas entradas das seções do samba, comprometendo sua riqueza melódica".[79]

- Paola Novaes, do Módulo 1 de Comissão de Frente, deu nota 9,9 para a escola alegando "os diferentes momentos narrativos, apesar de sintetizarem o enredo, não levaram a um desfecho da apresentação, causando quebra no entendimento da proposta".[80]A Comissão de Frente da escola foi despontuada por dois julgadores, mas uma das notas foi descartada.

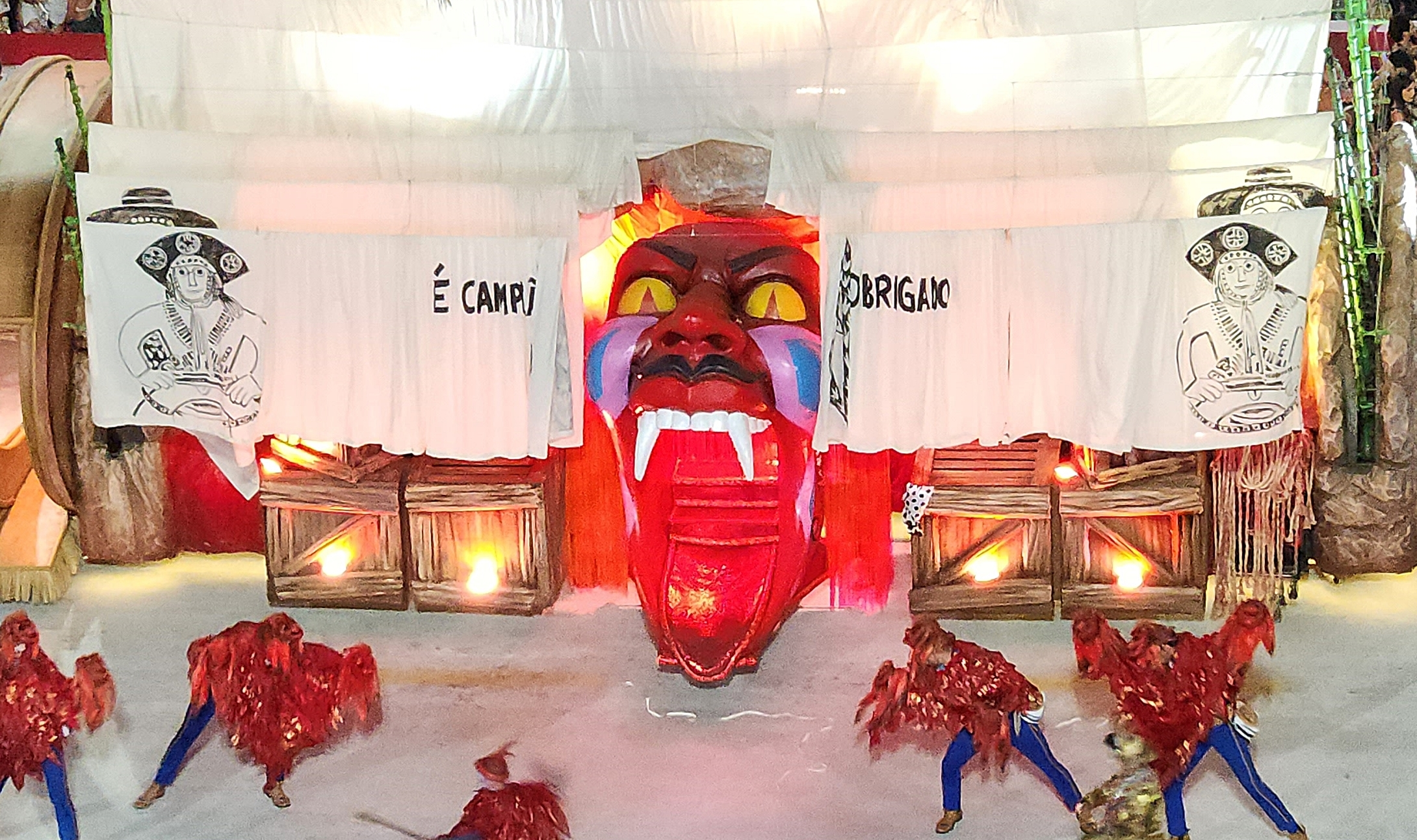
A Comissão de Frente da escola foi despontuada por dois julgadores, mas uma das notas foi descartada.

- Rafaela Riveiro Ribeiro, do Módulo 3 de Comissão de Frente, também deu nota 9,9 para a Imperatriz. A julgadora alegou "momentos da teatralização confusos e erro no retorno dos lençóis, ficando uma pequena parte mal colocada".[81]

- Paulo Rodrigues, do Módulo 1 de Mestre-Sala e Porta-Bandeira, deu nota 9,9 para o casal da escola alegando que a porta-bandeira fez "evoluções moderadas, não girando com a força da música e bailando de forma contida, precisando de mais envolvimento de casal"; enquanto o mestre-sala apresentou "parte coreográfica sem inovações". O julgador elogiou a fantasia do casal, mas apontou que o figurino "não causou o efeito desejado".[82]
- Lucila de Beaurepaire, do Módulo 3 de Evolução, deu nota 9,9. A julgadora apontou que a escola "desfilou com empolgação, espontaneidade e boa fluência na maior parte do desfile", mas descontou um décimo da nota por causa de algumas alas que desfilaram espremidas no início do segundo setor.[83]
- Mateus Dutra, do Módulo 4 de Evolução, também deu nota 9,9 para a Imperatriz. O julgador apontou que a escola "realizou um desfile quase impecável, com alas coreografadas muito bem ensaiadas", mas que abriu um espaço na frente do carro abre-alas, que se estendeu de pouco depois do módulo 4 até a dispersão, "prejudicando a coesão do desfile".[84]

## Premiações
Pelo seu desfile, a Imperatriz recebeu diversas premiações, com destaque para o enredo e a bateria, vencedores de diversos prêmios. A escola também foi eleita a melhor do ano pelo S@mba-Net, Gato de Prata e Super Rádio Tupi.
- Estandarte de Ouro (O Globo)[85]

1. Melhor enredo

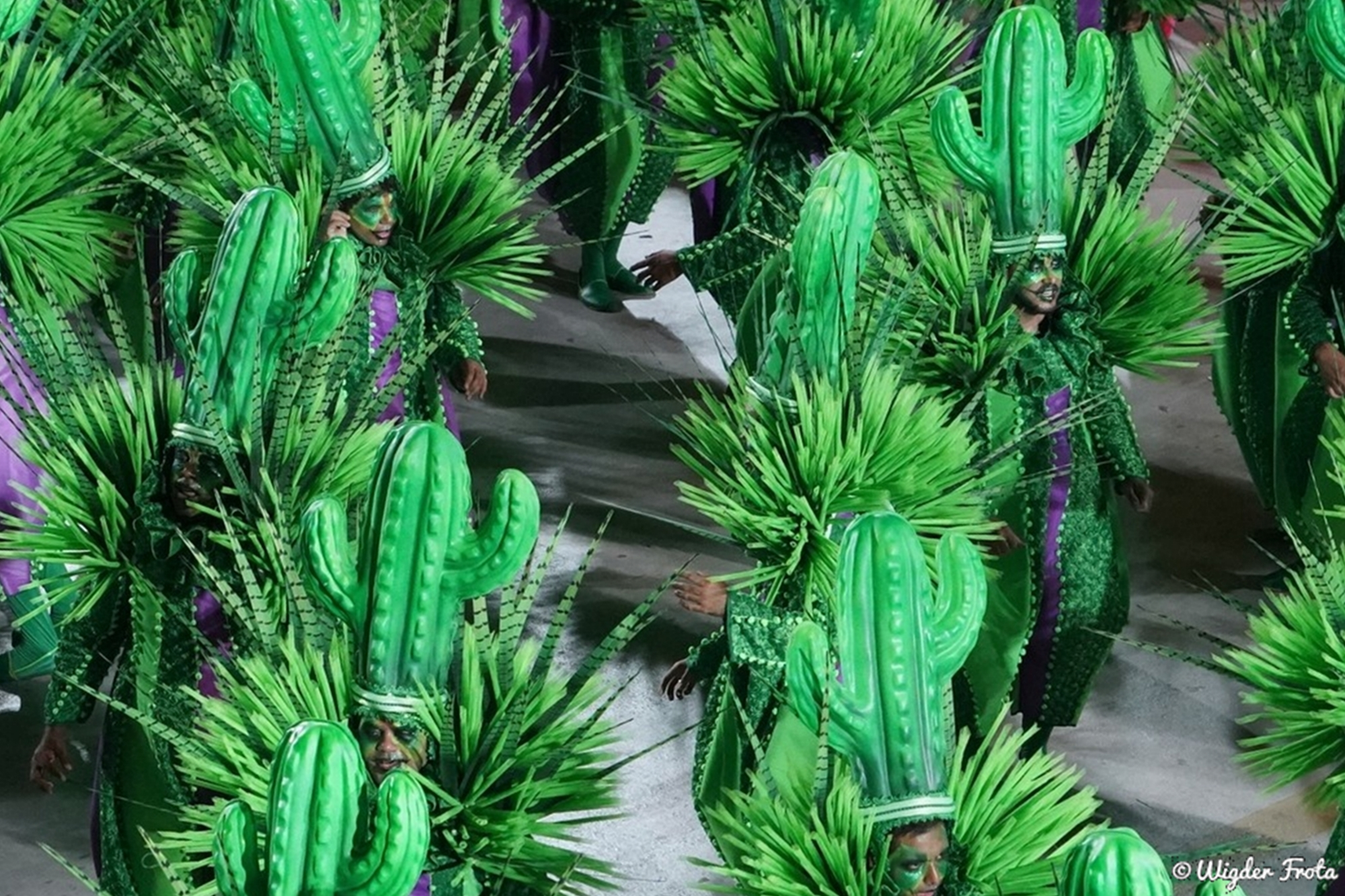
Ala dos mandacarus, vencedora do Estandarte de Ouro de melhor ala do carnaval.

2. Melhor ala (Chopinho de Olaria com a fantasia "Paisagem Sertaneja: Mandacarus")

- Estrela do Carnaval (Site Carnavalesco)[86]

1. Melhor enredo
2. Melhor bateria
3. Melhor conjunto de fantasias

- Fala Galera Carna Insta [87]

1. Melhor evolução
2. Revelação (Pitty de Menezes)

- Gato de Prata [88]

1. Melhor escola
2. Melhor bateria

- Prêmio 100% Carnaval[89]

1. Melhor enredo

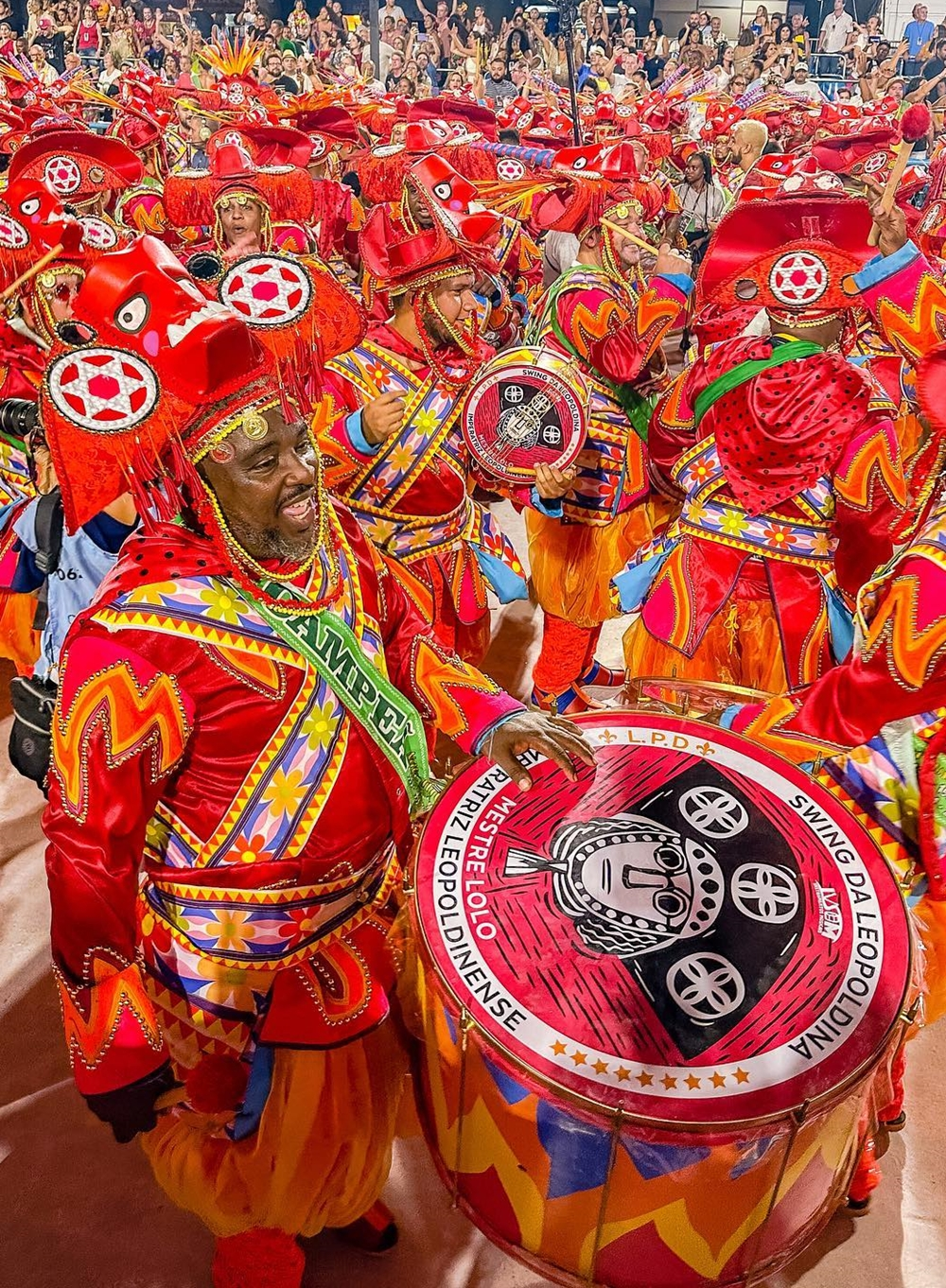
A bateria Swing da Leopoldina foi a mais premiada do carnaval 2023.

- Prêmio Feras da Sapucaí (Revista Feras do Carnaval)[90]

1. Melhor bateria
2. Revelação (Maria Mariá)

- Prêmio Plumas & Paetês[91]

1. Pesquisador (Leandro Vieira)
2. Figurinista (Leandro Vieira)
3. Modelista (Vera Galvão, Gustavo Alberto, Rogério Rodrigues, Augusto Cézar e Lili de Niterói)
4. Costureira (Crys Machado e Sirley dos Santos)
5. Pintor de arte (Leandro Assis)
6. Escultor (José Teixeira, Max Muller e Agles Ferreira)
7. Diretor de barracão (Roni Jorge)

- S@mba-Net[92]

1. Melhor escola
2. Melhor bateria
3. Melhor enredo
4. Melhor conjunto de passistas

- SRzd Carnaval (Site SRzd)[93]

1. Melhor enredo

- Troféu Bateria[94]

1. Melhor bateria
2. Melhor diretor (Mestre Lolo)
3. Melhor ala de caixa
4. Melhor ala de marcação

- Troféu Explosão in Samba[95]

1. Musa (Carmem Mondego)

- Troféu Sambario (Site Sambario)[96]

1. Melhor enredo
2. Revelação (Pitty de Menezes)

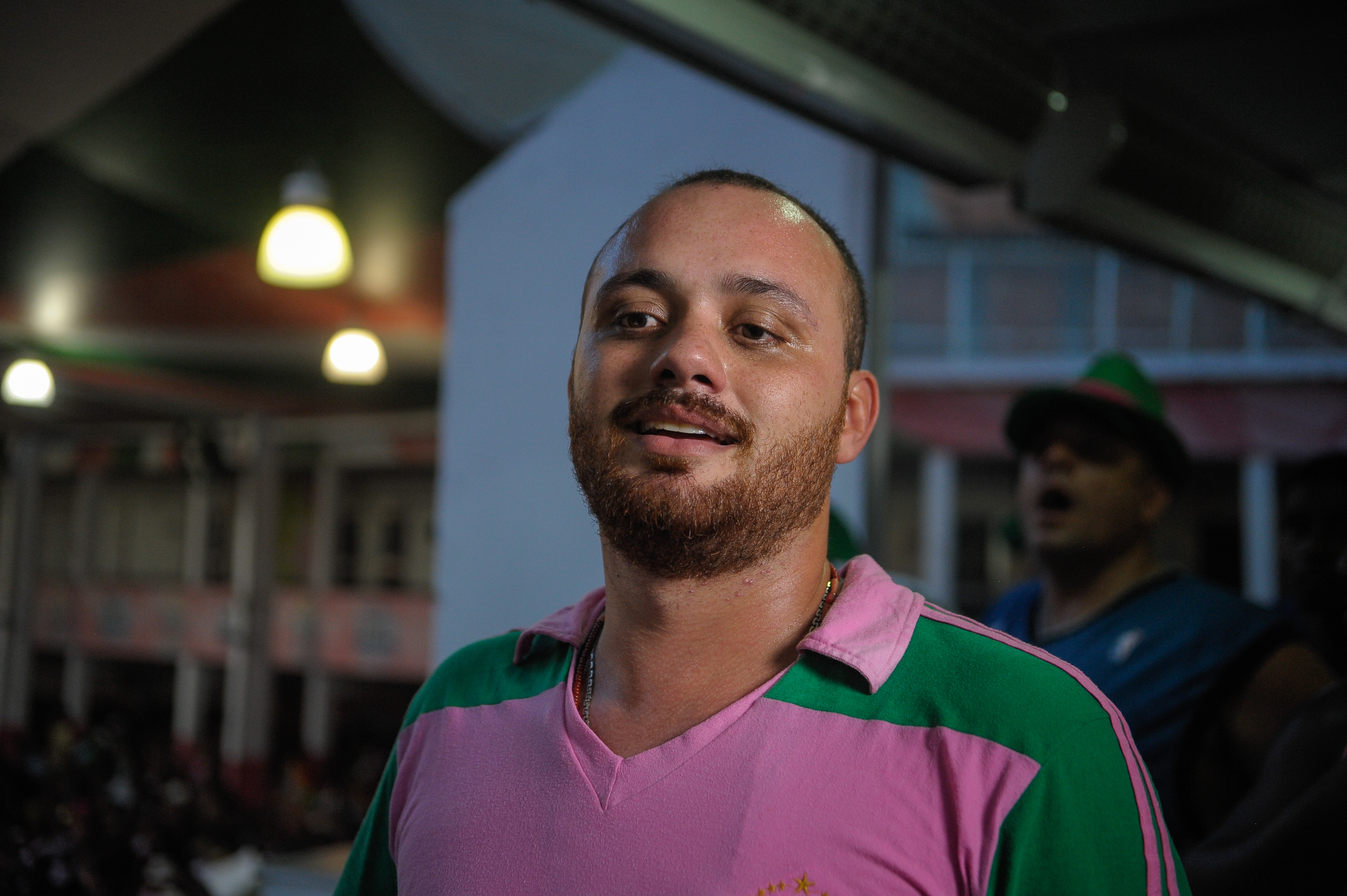
O carnavalesco Leandro Vieira recebeu diversos prêmios pelo enredo sobre o destino de Lampião.

- Troféu Tupi Carnaval Total (Super Rádio Tupi)[97]

1. Melhor escola
2. Melhor enredo
3. Melhor casal de mestre-sala e porta-bandeira (Phelipe Lemos e Rafaela Theodoro)
4. Melhor intérprete (Pitty de Menezes)

## Repercussão da vitória
"A gente ensaia oito meses pra chegar aqui, idealizar um projeto legal para tomar nota dez e ajudar a escola. Graças a Deus deu tudo certo. A gente tocou xaxado, a gente tocou baião, a gente deu tiro na avenida... Graças a Deus fomos agraciados com esse título".

— Lolo, mestre de bateria da Imperatriz.

Ao final da apuração diversas personalidades usaram as redes sociais para celebrar a vitória da Imperatriz, entre eles, Matheus Nachtergaele e Regina Casé, que desfilaram no carro abre-alas da agremiação; e duas ex rainhas de bateria da escola: a cantora Iza e a atriz Cris Vianna. Homenageado pela Grande Rio, sexta colocada no carnaval, o cantor Zeca Pagodinho também celebrou o título da Imperatriz. A presidente da agremiação, Cátia Drumond, dedicou o título ao seu pai, Luizinho Drumond, morto em 2020, e agradeceu ao Complexo do Alemão, comunidade próxima à escola. Nas redes sociais, Antônia Fontenelle ficou entre os assuntos mais comentados. Internautas fizeram piadas relembrando as críticas da youtuber à escola. A jornalista Daniela Lima também ironizou a youtuber, ao vivo, na CNN Brasil. A própria Fontenelle comentou a vitória da Imperatriz em suas redes sociais, debochando do resultado. O prefeito do Rio de Janeiro, Eduardo Paes, relembrou a visita de Lula ao Complexo do Alemão e questionou se o presidente do Brasil seria "pé quente". Primeira dama do Brasil e madrinha da Velha Guarda da escola, Janja Silva parabenizou a agremiação pela vitória. Pelo Twitter, o presidente Lula parabenizou a Imperatriz pelo "bonito desfile e homenagem ao Nordeste".